# Phil Leonetti
Phil Leonetti, detto Crazy Phil (Filadelfia, 27 marzo 1953), è un mafioso, collaboratore di giustizia e scrittore statunitense che divenne underboss della Famiglia di Philadelphia sotto il suo mentore, zio e boss Nicodemo Scarfo, prima di diventare un informatore del governo per evitare una sentenza di 45 anni per racket. A causa della cooperazione scontò solo 5 anni di prigione, e successivamente scrisse un libro riguardante la mafia.

## Biografia

### Infanzia e adolescenza
Phil nacque a Filadelfia da Pasquale Leonetti e Annunziata Scarfo, originari entrambi di Cassano delle Murge. Dopo essere stato abbandonato dal padre in tenera età, crebbe con la madre, prima di trasferirsi da suo zio ad Atlantic City, dove iniziò a frequentare la Holy Spirit High School, giocando anche nella squadra di pallacanestro locale. Nel 1978 gli venne attribuito da una radio locale il suo soprannome, cioè Crazy Phil.

### Carriera nella mafia
Nel 1979 Scarfo ordinò a Phil di uccidere Vincent Falcone, un affiliato che aveva sottovalutato il potere degli Scarfo. Un anno dopo divenne uomo d'onore. Nei primi anni 80 Leonetti era già milionario e controllava un giro di racket, gioco d'azzardo illegale, usura ed estorsione proveniente dai casinò di Atlantic City. Dopo l'uccisione di Philip Testa nel 1981, Scarfo iniziò a scalare le gerarchie della Famiglia e nominò Phil come suo underboss nel 1986.
Nel 1989 Leonetti venne condannato a 45 anni di prigione per racket, mentre Scarfo a 55 anni. Poco dopo accettò di testimoniare contro Scarfo e la Famiglia, ammettendo di essere coinvolto in almeno 10 omicidi. Venne rilasciato dopo cinque anni.

### Dopo la prigione
Dopo essere uscito, sposò la ex ragazza di Vincent Falcone. Nel 2013 pubblicò un libro dove raccontava la sua vita criminale, intitolato Mafia Prince: Inside America's Most Violent Crime Family e un altro chiamato The Bloody Fall of La Cosa Nostra, dove descrive dettagliamente le cinque famiglie e le altre famiglie mafiose degli Stati Uniti.
| Controllo di autorità | VIAF (EN) 236164212 · ISNI (EN) 0000 0003 7027 7294 · LCCN (EN) n2012027773 |